# Khmerriget
Khmerriget var et rige, der eksisterede mellem 802 og 1431 centreret i, hvad der nu er Cambodja. Riget, som efterfulgte kongeriget Chenla, herskede i sin storhedstid over områder i nutidens Laos, Thailand og Vietnam udover det nuværende Cambodja og var det største i Sydøstasien i sin tid.
Under dannelsen af imperiet plejede Khmer tætte kulturelle, politiske og handelsmæssige forbindelser med Java, og senere med Srivijayaimperiet, der lå ved Khmers sydlige grænse. Dens største arv er Angkor, som var hovedstad i rigets storhedstid. Angkor viser rigets enorme magt og rigdom samt de forskellige trossystemer, det havde gennem tiden. Rigets officielle religion omfattede hinduisme og Mahayana buddhisme, indtil theravada buddhisme blev mere udbredt efter indførelsen fra Sri Lanka i 13. århundrede. Moderne satellitter har vist, at Angkor var det største præ-industrielle by-center i verden, og at det var større end nutidens New York.
Fra selve riget eksisterer der ingen optegnelser andet end stenpåskrifter. Derfor stammer den nuværende viden om den historiske Khmercivilisation primært fra: 
- arkæologiske udgravninger, genopbygning og efterforskning
- indskrifter på stela og på sten i templer, som rapporterer om kongers politiske og religiøse handlinger
- relieffer på en række tempelvægge med afbildninger af militære marcher, liv på slottet, markedsscener og også befolkningens hverdagsliv
- kinesiske diplomaters, handlendes og rejsendes rapporter og krøniker.

Begyndelsen af Khmerriget sættes traditionelt til 802. I dette år erklærede kong Jayavarman II sig selv som "Chakravartin" (konge af verden).
Rigets afvikling sættes normalt til 1431 hvor thairiget Ayutthaya erobrede Angkor.